# جوسيف ماكس
جوسيف ماكس (بالألمانية: Joseph Max)‏ هو نحات ألماني، ولد في 1804 في Janov ‏ في التشيك، وتوفي في 1855 في براغ في التشيك بسبب كوليرا.